# 黑河 (爱尔兰)
黑河 是一条位于爱尔兰康诺特省的河流。  这条河流的大部分被用作戈尔韦郡和梅奥郡的边界.。河流流经什鲁尔，最终流入科里布湖。